# Estrada (art)
Pour l’article homonyme, voir Estrada.

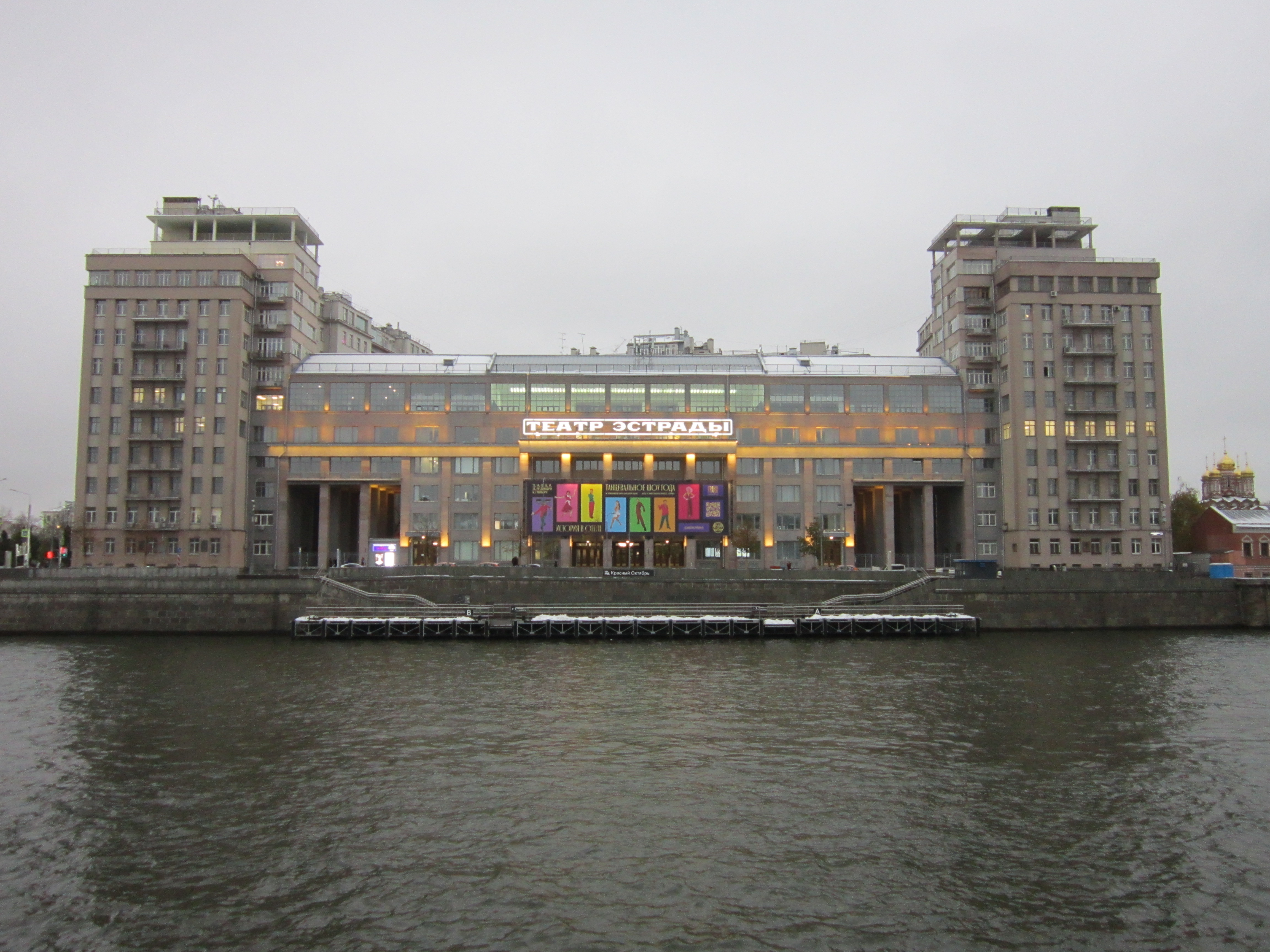
Théâtre Estrada de Moscou, 2023.

Dans la culture russe et dans les pays dont la culture est influencée par l'Union soviétique, l'estrada est un type d'art scénique de petites formes de divertissement principalement populaire, comprenant des directions telles que le chant, la danse, le cirque sur scène, l'illusionnisme, le genre familier, la parodie, la clownerie. En tant qu'activité culturelle et économique, l'estrada fait partie intégrante du show-business,. Le terme dérive du mot français « estrade », une scène de spectacle.
Les artistes se produisant dans le genre de l'estrada sont appelés artistes de l'estrada.
Il existe aussi un Théâtre Estrada de Moscou à Moscou, créé en 1951.